# Köpfel
Das Köpfel, Köpfle, Köple oder Kopf,  war ein Volumenmaß in Regensburg. Das Maß nannte man auch bayrische Maßkann. 37 Köpfel entsprachen einem Regensburger Kubikfuß.
Das Maß galt besonders für Flüssigkeiten, wurde aber auch für trockene Waren verwendet.
- 1 Köpfel = 42 Pariser Kubikzoll = 83,313 Zentiliter[2]
- 60 Köpfel à 2 Seidel = 1 Eimer = 4 Quartl = 8 Achterle = 2520 Pariser Kubikzoll = 49,987 Liter
- 1 Köpfel = 2 Seidel = 4 Quartl = 8 Achterle (nicht Achterli)

Der Bergeimer für Most wich vom normalen Eimer ab und hatte 68 Köpfel.
Der Weineimer hatte 88 Köpfel.
Wenn das Maß für Salz verwendet wurde, waren die Bedingungen
- 1 Salzmetzen = 4 Mäsel = 16 Köpfel = 672 Pariser Kubikzoll = 13,33 Liter

Bei Getreide, besonders bei Mehl, rechnete man
- 1 Köpfel = 1 Achtelmäßl, daraus folgt
- 8 Köpfel = 1 Mäßl = 366 Pariser Kubikzoll = 6,66502 Liter
- 32 Köpfel = 1 Strich = 1344 Pariser Kubikzoll = 26,6601 Liter[4]
- ½ Köpfel = 1 Seidel, wurde Trinkchen oder Trinken genannt. Es waren 0,42 Liter

Bezug zu den unterschiedlichen Eimern:
- 60 Köpfel = 1 Biereimer
- 64 Köpfel = 1 Visiereimer
- 68 Köpfel = 1 Bergeimer oder Mosteimer
- 88 Köpfel = 1 Weineimer